# Ung thư vú

ung thư vú giai đoạn 1A

Ung thư vú là loại ung thư thường gặp nhất và gây tử vong hàng đầu ở phụ nữ nhiều nước công nghiệp. Theo Cơ quan Nghiên cứu Ung thư Thế giới (IARC) vào năm 1998 thì ung thư vú đứng đầu, chiếm 21% trong tổng số các loại ung thư ở phụ nữ trên toàn thế giới. Cũng theo IARC, xuất độ chuẩn hóa theo tuổi của ung thư vú ở phụ nữ là 92,04 (trên 100 000 dân) ở châu Âu và 67,48 (trên 100 000 dân) trên toàn thế giới vào năm 1998, đều là cao nhất trong các loại ung thư ở nữ giới.5
Ung thư vú đang trở nên phổ biến tại các nước đang phát triển. Tại Việt Nam, năm 1998, ở nữ giới, ung thư vú là loại ung thư có tần suất cao nhất ở Hà Nội với xuất độ chuẩn hóa theo tuổi là 20,3 (trên 100 000 dân) và cao thứ hai ở Thành phố Hồ Chí Minh với xuất độ chuẩn hóa theo tuổi là 16 (trên 100 000 dân) sau ung thư cổ tử cung mà xuất độ chuẩn hóa theo tuổi là 28,6 (trên 100 000 dân). 6

Tem cổ động cho chiến dịch chống ung thư vú

Đây là một bệnh hết sức phức tạp mà trong nhiều năm qua đã có nhiều nghiên cứu về nguyên nhân, bệnh sinh và điều trị. Một điều quan trọng cần phải nhận thấy là việc phát hiện sớm ung thư vú qua sự tầm soát ở những phụ nữ bình thường đã làm thay đổi rõ ràng bệnh sử tự nhiên của bệnh cũng như cải thiện đáng kể tiên lượng bệnh.

## Các yếu tố nguy cơ
Nguyên nhân của ung thư vú chưa được biết rõ, nhưng với những nghiên cứu dịch tễ học cùng với những hiểu biết sâu hơn về sinh học của tế bào tuyến vú đã mang lại những cơ sở mới cho bệnh này.
Theo UICC thì tỷ lệ ung thư vú ở đàn ông ít hơn 100 lần so với phụ nữ. 3. Còn theo 1 thì nguy cơ tương đối của ung thư vú giữa phụ nữ và nam giới là 150. Nghĩa là ung thư vú ở nam giới ít gặp hơn nữ giới rất nhiều lần.
Dưới đây chỉ nói về những yếu tố nguy cơ ung thư vú ở phụ nữ.
Người ta nhận thấy nguy cơ bị ung thư vú tăng lên ở những bệnh nhân sau: 1
| Yếu tố                            | Nguy cơ thấp | Nguy cơ cao |
| --------------------------------- | ------------ | ----------- |
| Tuổi                              | 30–34        | 70–74       |
| Lần đầu có kinh                   | >14          | <12         |
| Thuốc tránh thai                  | Không dùng   | Có dùng     |
| Tuổi có con lần đầu               | <20          | ≥30         |
| Thời gian cho con bú              | ≥16          | 0           |
| Số lần sinh con                   | ≥5           | 0           |
| Tuổi khi cắt buồng trứng          | <35          | Không cắt   |
| Tuổi mãn kinh                     | <45          | ≥55         |
| Dùng estrogen thay thế            | Không dùng   | Đang dùng   |
| BMI cơ thể sau mãn kinh           | <22,9        | >30,7       |
| Tiền sử gia đình có người bị K vú | Không        | Có          |
| Nồng độ estradiol trong máu       | Thấp         | Cao         |

Ngoài ra, nguy cơ ung thư vú cũng gặp ở những nhóm người sau:
- Bệnh nhân sống ở các quốc gia vùng Bắc Mỹ và Bắc Âu
- Có tiền sử phơi nhiễm bức xạ ion hóa
- Những phụ nữ không có con. Người ta cho rằng cho con bú kéo dài trên 6 tháng có tác dụng bảo vệ chống ung thư vú ở các phụ nữ trẻ. 1
- Uống rượu, tiếp xúc với thuốc trừ sâu (đặc biệt là DDT).

## Sinh học ung thư vú
Yếu tố gia đình từ lâu đã được công nhận là có liên quan đến ung thư vú, tuy nhiên yếu tố này chỉ quan trọng trong khoảng 10–15% các trường hợp ung thư vú. Yếu tố gia đình gợi ý có một số gene quy định tính nhạy cảm của cá thể đó với bệnh này, và những nghiên cứu về gene đã ghi nhận một vùng của nhiễm sắc thể 17 (mang gene BRCA1 và BRCA2) có liên quan đến việc xuất hiện sớm ung thư vú trong một số gia đình. Hội chứng Li-Fraumeni, với đột biến của gene p53 cũng được ghi nhận ở những bệnh nhân bị ung thư vú sớm. 2
Nội tiết tố sinh dục ảnh hưởng đến nguy cơ ung thư vú. Người ta nhận thấy estrogen đẩy mạnh ung thư vú ở chuột trong thí nghiệm, và trên mẫu nuôi cấy các tế bào ung thư vú thì estrogen kích thích các tế bào này tăng trưởng.
Ngày nay, người ta biết tác dụng của nội tiết tố sinh dục lên mô vú một phần là qua trung gian các yếu tố tăng trưởng. Một số yếu tố tăng trưởng đã được xác định có thể là nguyên nhân gây ra những biến đổi mô vú bình thường thành ác tính và kéo dài quá trình ung thư hóa. Ngoài ra, estrogen còn gây tăng tiết prolactin – cũng là một loại hormone gây phát triển tuyến vú. 1
Thụ thể của mô tuyến vú với estrogen và progesteron và một số yếu tố tăng trưởng cũng đã được nhận dạng. Trong đó thụ thể với estrogen và progesteron rất có giá trị trong việc đánh giá tiên lượng bệnh nhân, chọn lựa phương pháp điều trị.
Người ta nhận thấy có khoảng 2/3 các bệnh nhân có thụ thể với estrogen dương tính, và ½ số đó có đáp ứng khi điều trị bằng nội tiết tố ở chỗ kích thước khối bướu thu nhỏ. 3

## Chẩn đoán ung thư vú

### Các tình huống lâm sàng

#### Thường gặp
Đa phần ung thư vú được phát hiện là do chính người bệnh, khi họ ghi nhận thấy một sự thay đổi ở tuyến vú. Thường gặp nhất đó là một khối bướu hay một chỗ dày cứng lên không đau ở vú. Hoặc cũng có thể do thầy thuốc phát hiện qua một lần khám sức khỏe thường kỳ.
Cần phải nghi ngờ ung thư vú khi thấy bất kỳ bướu nào ở vú ở người phụ nữ trên 30 tuổi cho đến khi có triệu chứng chính xác ngược lại mặc dù khoảng 80% khối bất thường ở vú là lành tính. 2
Những tính chất sau của khối bướu gợi ý ác tính:
- Cứng
- Không đau (chiếm khoảng 85–90%)
- Không đồng nhất, bờ không rõ
- Dính vào thành ngực hoặc da trên vú, khó di động

Những thay đổi thấy được ở vú gợi ý ác tính

- Núm vú bị lõm vào
- Chảy máu núm vú.

#### Tình huống trễ
Bệnh nhân đến khám với các triệu chứng của ung thư tiến triển hoặc đã có di căn xa:
- Hạch nách hoặc hạch trên đòn dương tính
- Tràn dịch màng phổi, làm bệnh nhân đau ngực, khó thở
- Tràn dịch màng ngoài tim, bệnh nhân khó thở, suy hô hấp...
- Gãy xương, khi ung thư đã di căn vào xương
- Bụng: gan to, [báng bụng],...
- Di căn lên não: khối u xuất hiện trong não làm bệnh nhân đau đầu, hôn mê; chèn ép cột sống làm bệnh nhân đau lưng, yếu liệt tay chân...

### Tầm soát ung thư vú
Điều này đã được làm ở các nước phát triển và đang bắt đầu được áp dụng ở Việt Nam. Các phương pháp sau đây được áp dụng trong chương trình tầm soát ung thư vú:
- Khám lâm sàng tuyến vú: Các phụ nữ trên 40 tuổi cần được khám vú mỗi năm. Cần đảm bảo cho toàn bộ tuyến vú được khám xét kể cả phần đuôi của tuyến ở gần nách. Trong quá trình khám, người bác sĩ nên hướng dẫn cách tự khám vú cho bệnh nhân. Theo UICC khám lâm sàng tuyến vú có thể chấp nhận được để thay thế nhũ ảnh ở các quốc gia không có phương tiện để thực hiện nhũ ảnh.
- Tự khám vú: Ít tốn kém. Nếu được thực hiện đúng cách có thể giúp người bệnh phát hiện sớm một bướu vú, được điều trị sớm và vì vậy tiên lượng tốt hơn.

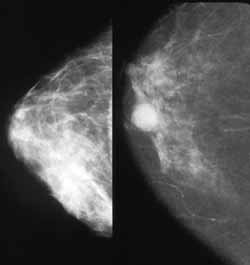
Hình ảnh nhũ ảnh của một tuyến vú bình thường (bên trái) và một khối u ác tính ở vú (bên phải)

- Nhũ ảnh: Là một phương pháp chụp X quang vú đặc biệt. Dùng một lượng ít tia X, để cho hình ảnh chi tiết của tuyến vú, có thể thấy những điểm vôi hóa rất nhỏ. Nhũ ảnh đóng vai trò quan trọng trong tầm soát ung thư vú. Nhiều nghiên cứu cho thấy tầm soát bằng nhũ ảnh giúp giảm tử suất của ung thư vú khoảng 30%. Vì vậy Viện Ung thư quốc gia Hoa Kỳ và Hội Ung thư Hoa Kỳ đề xuất nên chụp nhũ ảnh mỗi 1-2 năm cho những phụ nữ trên 40 tuổi.

### Xét nghiệm cận lâm sàng
1. Chọc hút bằng kim nhỏ (FNA – Fine Needle Aspiration): dùng một kim hút nhỏ lấy một mẫu bệnh phẩm và dùng để làm xét nghiệm tế bào học. Xét nghiệm này có thể cho biết tế bào lấy ra có đặc trưng cho ung thư hay không, nhưng không thể phân biệt ung thư tại chỗ hay ung thư xâm lấn được. Âm tính giả có thể xảy ra khi thật sự là ung thư mà mũi kim không chạm bướu.
2. Sinh thiết: nhằm quan sát các mô và tế bào dưới kính hiển vi để tìm ra dấu hiệu ung thư. Nếu phát hiện khối u ở vú, các bác sĩ có thể lấy mẫu mô hoặc tế bào của khối u này để thực hiện xét nghiệm. Có 4 phương pháp sinh thiết, bao gồm:
  - Sinh thiết cắt bỏ toàn bộ khối u.
  - Sinh thiết một phần: lấy một mẫu của khối u hoặc mô để kiểm tra.
  - Sinh thiết trích mô dùng kim lớn: lấy mô bằng cách dùng kim lớn.
  - Sinh thiết chọc hút tế bào bằng kim nhỏ: lấy mô bằng cách dùng kim nhỏ. Sinh thiết trọn khối u được thực hiện khi chọc hút không cho chẩn đoán xác định. Tuy nhiên, ngày nay việc sinh thiết trọn khối u ít được thực hiện dần đi vì chọc hút bằng kim nhỏ ngày càng cho thấy tính chính xác cao.
3. Chụp nhũ ảnh
4. Siêu âm tuyến vú: là một xét nghiệm rẻ tiền, đơn giản. Siêu âm giúp phân biệt rõ một tổn thương dạng nang với một tổn thương dạng đặc. Ngoài ra, với siêu âm người phụ nữ không có nguy cơ nhiễm tia X, thích hợp cho phụ nữ có thai và phụ nữ trẻ. 2
5. Còn có nhiều phương tiện chẩn đoán hình ảnh khác được sử dụng trong chẩn đoán ung thư vú, nhưng ở Việt Nam ít dùng như cắt lớp điện toán CT scan, chụp cộng hưởng từ MRI,...
6. Những xét nghiệm giúp đánh giá đáp ứng điều trị: Tìm thụ thể với estrogen, đo nồng độ estradiol tự do trong máu,... Những xét nghiệm này ít được làm ở điều kiện Việt Nam.

## Phân loại mô học

### Carcinoma
- Ống
  - Trong ống
  - Xâm lấn với thành phần trong ống chiếm ưu thế
  - Xâm lấn, không đặc hiệu
  - Dạng trứng cá
  - Dạng viêm
  - Dạng tủy với thâm nhiễm lympho
  - Dạng keo
  - Dạng nhú
  - Dạng ống dẫn
  - Dạng xơ cứng
  - Các dạng khác
- Thùy
  - Tại chỗ
  - Xâm lấn với thành phần tại chỗ vượt trội
  - Xâm lấn
- Núm vú
  - Bệnh Paget, không có gì đặc hiệu
  - Bệnh Peget với carcinoma ống
  - Bệnh Paget với carcinoma ống xâm lấn

### Loại khác
- Carcinoma không biệt hóa

### Những loại bướu ít gặp và không được coi là điển hình
- Sarcom nang diệp thể
- Sarcom mạch máu
- Lymphoma nguyên phát

### Các bướu không xâm lấn
- Carcinoma thùy tại chỗ: không bao giờ chẩn đoán được bằng lâm sàng, vì tổn thương ở mức vi thể. Diễn t

## Xếp giai đoạn

### Xếp hạng theo TNM

#### Theo bướu nguyên phát T (tumor)
- Tx: Không thể xác định được bướu nguyên phát
- T0: Không thấy bướu nguyên phát
- T in situ: Carcinoma tại chỗ, carcinom atrong ống, carcinoma thùy tại chỗ, hoặc bệnh Paget núm vú không có bướu kèm theo (bệnh Paget núm vú có bướu kèm theo được xếp theo kích thước của bướu)
- T1: Bướu có kích thước lớn nhất ≤ 2.0 cm
  - T1mc: Xâm lấn vi thể bướu có kích thước lớn nhất ≤ 0.1 cm
  - T1a: Bướu > 0.1 cm nhưng ≤ 0.5 cm
  - T1b: Bướu > 0.5 cm nhưng ≤ 1.0 cm
  - T1c: Bướu > 1.0 cm nhưng ≤ 2.0 cm
- T2: Bướu có kích thước lớn nhất > 2.0 cm nhưng ≤ 5.0 cm
- T3: Bướu có kích thước lớn nhất > 5.0 cm
- T4: Bướu kích thước bất kỳ, nhưng có sự ăn lan trực tiếp vào da hoặc thành ngực
  - T4a: Ăn lan thành ngực
  - T4b: Phù nề hoặc loét da vú hoặc các nốt vệ tinh ở da vú
  - T4c: Có cả hai thành phần trên
  - T4d: Carcinoma dạng viêm

#### Theo hạch lympho vùng N (Nodes)
- Nx: Không thể xác định các hạch vùng
- N0: Không có di căn hạch vùng
- N1: Di căn vào hạch lympho vùng nách, di động
- N2: Di căn vào hạch lympho nách, hạch dính nhau hoặc dính vào các cấu trúc khác
- N3: Di căn vào hạch lympho vú trong cùng bên

#### Theo di căn xa M (Metastasis)
- Mx: Không thể xác định di căn xa
- M0: Không có di căn xa
- M1: Có di căn xa (kể cả di căn vào hạch lympho trên đòn cùng bên)

### Xếp giai đoạn theoUICC1997
| Giai đoạn 0    | Tis      | N0       | M0 |
| Giai đoạn I    | T1       | N0       | M0 |
| Giai đoạn IIA  | T0       | N1       | M0 |
| Giai đoạn IIA  | T1       | N1       | M0 |
| Giai đoạn IIA  | T2       | N0       | M0 |
| Giai đoạn IIB  | T2       | N1       | M0 |
| Giai đoạn IIB  | T3       | N0       | M0 |
| Giai đoạn IIIA | T0       | N2       | M0 |
| Giai đoạn IIIA | T1       | N2       | M0 |
| Giai đoạn IIIA | T2       | N2       | M0 |
| Giai đoạn IIIA | T3       | N1       | M0 |
| Giai đoạn IIIA | T3       | N2       | M0 |
| Giai đoạn IIIB | T4       | Bất kể N | M0 |
| Giai đoạn IIIB | Bất kể T | N3       | M0 |
| Giai đoạn IV   | Bất kể T | Bất kể N | M1 |

## Điều trị

### Ung thư tại chỗ
- Carcinoma ống tại chỗ: Điều trị chủ yếu là đoạn nhũ có tỷ lệ khỏi bệnh là 98-99% với 1-2% trường hợp tái phát. Điều trị bảo tồn vú đang là hướng đi mới, chỉ mổ lấy bướu cùng với xạ trị hỗ trợ cũng khá hiệu quả, với tỷ lệ tái phát là 7-13%. 2
- Carcinoma tiểu thuỳ tại chỗ: bệnh nhân thường được theo dõi sát có thể kết hợp với hóa trị phòng ngừa (như dùng tamoxifen) và làm giảm các yếu tố nguy cơ. Phẫu thuật chỉ áp dụng cho một số ít bệnh nhân. 2

### Ung thư giai đoạn sớm – I, II, IIIA

#### Phẫu thuật
Là điều trị chủ yếu. Những phẫu thuật trước đây như đoạn nhũ tận gốc (Phẫu thuật Halsted) ngày nay ít được dùng vì mức tàn phá rộng, để lại nhiều dư chứng nặng nề cho bệnh nhân. Các loại phẫu thuật ít tàn phá hơn, bảo tồn các cơ ngực lớn, bé càng ngày càng cho thấy hiệu quả trong việc điều trị tại chỗ căn bệnh.
Phẫu thuật bảo tồn vú: chỉ lấy khối bướu và mô bình thường cách rìa bướu 1–2 cm gần đây được ưa thích và áp dụng nhiều. Nhiều thử nghiệm lâm sàng cho thấy phẫu thuật bảo tồn kèm theo xạ trị cho kết quả ngang bằng với phẫu thuật đoạn nhũ riêng lẻ.
Tuy nhiên, có một số chống chỉ định của phương pháp điều trị này:
- Có hai hoặc nhiều khối bướu nằm ở các góc phần tư khác nhau của vú
- Bướu lan tỏa, giới hạn không rõ
- Bướu to nằm trong tuyến vú nhỏ
- Bướu nằm ở vị trí trung tâm của vú

Nạo hạch cũng là một phần của phẫu thuật. Nhất là nạo hạch lympho vùng nách rất cần cho đánh giá tiên lượng.

#### Xạ trịhỗ trợ
- Xạ trị là một phần của phương pháp điều trị bảo tồn: tiến hành sau phẫu thuật cắt bướu. Xạ trị giúp giảm nguy cơ tái phát.
- Xạ trị sau đoạn nhũ: giảm nguy cơ tái phát cho những bệnh nhân nguy cơ cao như bệnh nhân có nhiều hạch vùng, bệnh nhân có bướu nguyên phát to,...

#### Liệu pháp toàn thân
Nguy cơ di căn vi thể ở những ung thư giai đoạn sớm là có. Vì vậy, hóa trị là một biện pháp điều trị toàn thân có thể diệt các tế bào ác tính lan tràn.
- Liệu pháp nội tiết
  - Cắt buồng trứng
  - Tamoxifen: là các chất ức chế thụ thể estrogen chọn lọc. Dùng cho các bệnh nhân có thụ thể với estrogen dương tính. Có tác dụng giảm nguy cơ tái phát và giảm xuất độ ung thư vú đối bên khoảng 50%.
- Hóa trị hỗ trợ
- Kết hợp cả hóa trị và liệu pháp nội tiết

Điều trị hỗ trợ đối với ung thư vú có hạch dương tính (di căn hạch)7
Tiền mãn kinh, Thụ thể Estrogen(ER) + hoặc thụ thể Progesteron (PR) +:
Hóa trị + Tamoxifen
Cắt bỏ buồng trứng (hoặc chất tương đồng GnRH) +/- Tamoxifen
Hóa chất +/- Cắt bỏ buồng trứng (hoặc chất tương đồng GnRH) +/- Tamoxifen
Trước mãn kinh, ER - và PR -: Hóa trị
Sau mãn kinh, ER-,PR+: Hóa trị, Tamoxifen
Sau mãn kinh, ER - và PR -: Hóa trị
Người già: dùng Tamoxifen, nếu không có ER và PR thì dùng hóa trị
(ER: Thụ thể Estrogen, PR: Thụ thể Progesterone, GnRH (Gonadotropin releasing hormone): Nội tiết kích thích tiết kích dục tố)

### Ung thư di căn
Mục đích chủ yếu là cải thiện chất lượng đời sống và kéo dài cuộc sống của người bệnh.

#### Phẫu thuật
Có chỉ định cho một số bệnh nhân. Như bệnh nhân cần đoạn nhũ khi các tổn thương sùi, loét gây đau nhức, bệnh nhân có các di căn não, phổi đơn độc, tràn dịch màng ngoài tim, màng phổi,...

#### Xạ trị
Vai trò chủ yếu trong điều trị tạm bợ và nâng đỡ, ví dụ như chỉ định cho các di căn xương đau nhiều, di căn hệ thần kinh trung ương không cắt bỏ được...

#### Liệu pháp toàn thân
Việc lựa chọn thuốc để điều trị phải cân nhắc nhiều yếu tố của bệnh nhân. Các yếu tố đó là: tuổi, bệnh nhân đã mãn kinh hay chưa, bệnh nhân có thụ thể với estrogen dương tính hay không, số lượng hạch di căn.... 3
Liệu pháp toàn thân bao gồm:
- Liệu pháp nội tiết: thường dùng cho phụ nữ mãn kinh, có thụ thể estrogen dương tính.

Các loại thuốc thường áp dụng: kháng estrogen (Tamoxifen), ức chế enzyme aromatase (Anastrozole, letrozole...), dùng các thuốc tương tự GnRH, các progestin.
- Hoá trị: thường dùng cho những bệnh nhân nào mà căn bệnh vẫn tiếp tục tiến triển dù đã điều trị nội tiết, hoặc bệnh nhân có thụ thể nội tiết âm tính. Có nhiều phác đồ thường dùng như: CA, CAF, CMF...
- Trastuzumab: Là kháng thể đơn dòng kháng lại thụ thể tăng trưởng biểu bì - HER2/neu
- Cắt buồng trứng

## Tiên lượng
Có nhiều yếu tố ảnh hưởng đến tiên lượng của bệnh. Quan trọng nhất là giai đoạn của bệnh, càng phát hiện ở giai đoạn sớm thì tiên lượng càng tốt. Hạch di căn cũng đóng vai trò đáng kể.
Đặc tính mô học của bướu cũng được quan tâm. Tiên lượng tốt hơn với các ung thư trong nang, ung thư ống dẫn, ung thư dạng tủy, bệnh Paget không bướu.

## Phòng ngừa
Ung thư vú rất đáng quan tâm vì đó là một trong những loại ung thư hàng đầu ở phụ nữ. Nhiều biện pháp đã được đề xuất để làm giảm nguy cơ mắc bệnh, một số biện pháp dưới đây rất đáng chú ý: 4
- Dùng tamoxifen cho các carcinom tiểu thùy tại chỗ
- Chế độ ăn ít béo, giảm cân
- Giảm uống rượu
- Tránh tiếp xúc với Chlor hữu cơ, chất phóng xạ
- Nên cho con bú sữa mẹ
- Thường xuyên luyện tập thể dục
- Tiếp xúc nhiều với ánh nắng mặt trời

...